# Harley Harris
Harley Russell Harris Southerd  (Arkansas, 13 de mayo de 1936 - Guayaquil, 26 de diciembre de 2009)  fue un predicador, misionero estadounidense, graduado de la Escuela de Galaad de los Testigos de Jehová. Harley Harris conocido como Hermano Harris fue un estudioso metódico de las escrituras bíblicas, orador y anciano de congregación.

## Biografía
Sus padres fueron Bay y Mildred Harris, se bautizaron en 1935 en la asamblea de la ciudad de Washington. Harris se crio en Mountain Home en Arkansas, era un hombre tranquilo, disciplinado, dominaba su temperamento por completo. Uno de sus tatarabuelos fue un indio cheroqui. Sus abuelos tenían ascendencia  alemana e irlandesa.
En 1942 inició sus estudios en la escuela primaria del Condado de Fulton de la cual fue expulsado junto con sus primas por no saludar la bandera de los Estados Unidos. Aun así, todas las mañanas atravesaban un bosque a fin de llegar a la escuela, a ver si la junta rectora había cambiado de opinión, pero los mandaban de vuelta a casa. Al poco tiempo, el Tribunal Supremo de Estados Unidos dictaminó que ya no era obligatorio saludar la bandera, y regresaron a clases. 
Se bautizó a los 14 años, el 2 de septiembre de 1950 en la asamblea de circuito en Kennett (Misuri, Estados Unidos). Terminó sus estudios a los 18 años en 1954 y un mes después inició el precursorado a tiempo completo en Kennett (Misuri). Fue invitado a servir como misionero en Betel de Brooklin en marzo de 1955. Se casó en 1962 con Helen Cloris Knoche.
En 1966 recibe una invitación por parte de Nathan Homer Knorr para prepararse como misionero en la Escuela de Galaad, luego de la graduación es enviado junto a su esposa Helen a servir como misionero a la ciudad de Cuenca en Ecuador. La primera congregación de Cuenca nació en la sala de su casa, al principio eran seis personas. Para el 2009 el número de testigos de Jehová creció, se formaron 33 nuevas congregaciones en Cuenca.
Viajaron por todo el país enseñando y visitando congregaciones hasta 1970, cuando fueron asignados a la sucursal de Betel en Guayaquil. Se mudaron a la casa misionera en Guayaquil junto con Al Schullo. Entre ellos atendían los trabajos de la sucursal, y Joe Sekerak los ayudaba preparando los envíos de publicaciones para las 46 congregaciones del país. Durante mucho tiempo su esposa Cloris continuó predicando mientras Harris trabajaba en Betel.
Harley Harris, fue nombrado superintendente de sucursal, y continuó sirviendo en la sucursal desde entonces. En 1989 la sucursal estaba a cargo de un comité de cinco hombres: Francisco Angus, Arthur Bonno, Harley Harris, Vern McDaniel y Laureano Sánchez.

## Fallecimiento
Dedicó su vida al ministerio teocrático, falleció en Chongón al oeste de Guayaquil en la Sucursal de los Testigos de Jehová de Ecuador en 2009, a los 73 años. Sus honras fúnebres se realizaron mediante discurso bíblico la tarde del lunes 28 de diciembre en el local de Asambleas de los Testigos de Jehová con capacidad para tres mil asistentes. Su esposa Helen sirvió como misionera hasta los 77 años, falleció en el Hospital Luis Vernaza de un ataque al corazón. Los servicios fúnebres se llevaron a cabo al día siguiente. Descansa junto a su esposo, Harley Harris, en el cementerio general de Chongón.